# Hruboňovo
Hruboňovo és un poble i municipi d'Eslovàquia que es troba a la regió de Nitra, al sud-oest del país. El 2022 tenia una població estimada de 544 habitants.

## Demografia
| Godina             | 1994 | 2004   | 2014   | 2024    |
| ------------------ | ---- | ------ | ------ | ------- |
| Nombre de persones | 464  | 487    | 502    | 588     |
| Diferència         |      | +4,95% | +3,08% | +17,13% |

| Godina             | 2023 | 2024   |
| ------------------ | ---- | ------ |
| Nombre de persones | 575  | 588    |
| Diferència         |      | +2,26% |